# Ørsta/Volda Lufthavn, Hovden
Ørsta / Volda Lufthavn, Hovden (nynorsk: Ørsta / Volda lufthamn, Hovden IATA:HOV, ICAO: ENOV) er en norsk lufthavn og ejes og drives af Avinor AS. Lufthavnen er beliggende på Hovden i Ørsta kommune i Møre og Romsdal fylke (Sunnmøre).
Lufthavnen er tjent af Widerøe, med ruterne til Oslo, Sogndal, Bergen og Sandane.
Volda Ørsta flyklubb haver Hovden som sin base i lufthavnen. Club fly er en Cessna 172 med registreringsnummer LN-FAG.

## Vej afstande fra lufthavnen
- Volda: 7 km
- Ørsta: 4 km
- Ulsteinvik: 30 km
- Nordfjordeid: 40 km + færge

## Destinationer
|       | Flyselskab | Destinationer                    |
| ----- | ---------- | -------------------------------- |
| Norge | Widerøe    | Bergen, Oslo-Gardermoen, Sogndal |

62°10′48″N 6°04′27″Ø / 62.18000°N 6.07417°Ø